# ゴルニャ・ラドゴナ
ゴルニャ・ラドゴナ（Gornja Radgona, ドイツ語：(Ober-)radkersburg）は、スロベニアの市。
対岸のオーストリアの都市ラトカースブルク（Radkersburg）とは単一の都市だった。